# Рабинович, Абрам Исаакович
Абрам Исаакович Рабинович (5 (17) января 1878, Вильна — 7 ноября 1943, Москва) — российский, в дальнейшем советский шахматист, мастер (1909). Чемпион Москвы (1926), победитель Турнира московских мастеров (1930). По профессии бухгалтер.
Родился 5 января (по старому стилю) 1878 года в Шнипишках (предместье Вильны, ныне район Вильнюса) в семье Ицко (Исаака) Хаимовича и Леи Лейбовны Рабиновичей .
Рабинович был редактором шахматного отдела газеты «Вечерняя Москва» в 1930-е годы.
Один из вариантов испанской партии назван в его честь.

## Спортивные результаты
| Год         | Город     | Турнир                                                       | + | −  | =  | Результат | Место |
| ----------- | --------- | ------------------------------------------------------------ | - | -- | -- | --------- | ----- |
| 1903        | Киев      | Всероссийский турнир                                         | 8 | 9  | 1  | 8½ из 18  | 11—12 |
| 1908        | Прага     | 1-й международный турнир                                     | 2 | 11 | 6  | 5 из 19   | 19    |
| 1911        | Карслбад  | 2-й международный турнир                                     | 5 | 9  | 11 | 10½ из 22 | 19—21 |
| 1920        | Москва    | Всероссийская шахматная олимпиада                            | 7 | 5  | 3  | 8½ из 15  | 5—7   |
| 1924        | Москва    | 3-й чемпионат СССР                                           | 6 | 7  | 4  | 8 из 17   | 12    |
| 1925        | Москва    | Чемпионат Москвы                                             | 9 | 4  | 4  | 11 из 17  | 4     |
| 1925        | Ленинград | 4-й чемпионат СССР                                           | 8 | 7  | 4  | 10 из 19  | 9—10  |
| 1926        | Москва    | Чемпионат Москвы                                             | 9 | 1  | 7  | 12½ из 17 | 1     |
| 1926        | Москва    | Матч Москва — Ленинград (1 доска, против П. А. Романовского) | 1 | 0  | 1  | 1½ из 2   |       |
| 1927        | Москва    | Чемпионат Москвы                                             |   |    |    | 8 из 15   | 7—9   |
| 1929        | Москва    | Чемпионат Москвы                                             | 1 | 3  | 2  | 2 из 6    | [ 3 ] |
| 1930        | Москва    | Турнир московских мастеров                                   | 5 | 1  | 1  | 5½ из 7   | 1     |
| 1933 / 1934 | Москва    | Чемпионат Москвы                                             | 5 | 8  | 6  | 8 из 19   | 14    |
| 1936        | Москва    | Чемпионат Москвы                                             | 4 | 9  | 4  | 6 из 17   | 15    |